# Moritz Seeburg
Moritz Seeburg (* 19. März 1794 in Torgau; † 30. Oktober 1851 in Leipzig) war Jurist und Stadtrat in Leipzig.

## Leben
Nach dem Studium der Rechtswissenschaften an der Universität Leipzig wirkte Seeburg in Leipzig als Rechtsanwalt. Durch die Staats- und Gemeindereform von 1830/31 in Sachsen erhielt Leipzig einen Stadtrat, in den der 37-jährige Seeburg gewählt wurde und dem er bis zu seinem Tode angehörte. Er entwickelte vielseitige Aktivitäten, die vor allem der Arbeiterschaft Leipzigs zugutekamen.
Besondere Unterstützung erfuhr durch Seeburg die Ratsfreischule in Leipzig, die den Kindern mittelloser Eltern den Schulbesuch ermöglichte. Von 1831 an war er auch Vorsteher des Johannishospitals, das durch ihn eine Reorganisation erfuhr.

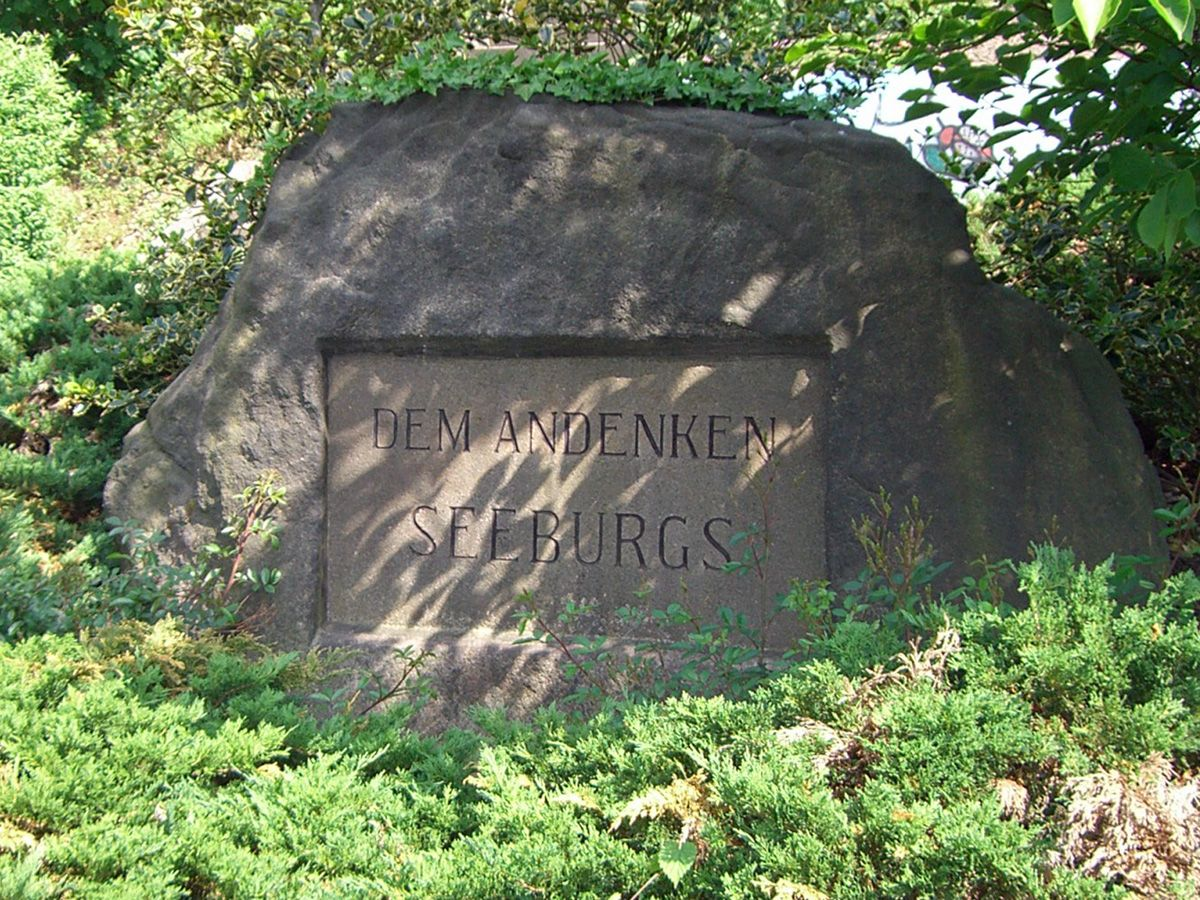
Gedenkstein für Moritz Seeburg in der Kleingartenanlage Johannistal

Als Vorsteher des Johannishospitals genehmigte er das Ersuchen einer Frau Amalie Winter auf Überlassung eines kleinen Platzes auf dem Gelände der ehemaligen Sandgrube des Hospitals zur Einrichtung eines Gartens. Das war der Anstoß für weitere Gärten, und am 7. November 1832 beschloss der Stadtrat auf Seeburgs Antrag, die Sandgrube des Johannishospitals in eine Kleingartenanlage umzugestalten. So konnte am 24. Juni 1833 das Johannisfest in der ersten Kleingartenanlage Leipzigs gefeiert werden. Obwohl durch Neubauvorhaben die Zahl der Gärten verringert wurde, besteht diese Anlage noch heute, und der Verein nutzt noch 141 von ehemals 221 Gärten.
Moritz Seeburg gehörte auch dem ersten Direktorium des 1843 gegründeten Conservatoriums der Musik in Leipzig an.
1881 ehrte man ihn durch die Benennung einer Straße südöstlich der Leipziger Innenstadt, nach welcher später das ganze Viertel dann als Seeburgviertel bezeichnet wurde. Die Witwe Seeburgs, Elisabeth Seeburg geb. Salomon (1817–1888), stiftete 1858 einen Gedenkstein, der bis heute in der Gartenanlage Johannistal steht.

## Schriften
- Etwas zur Vertheidigung des Handels mit Staatspapieren, vorzüglich in Beziehung auf das Königreich Sachsen, Leipzig : A.G. Liebeskind, 1825
- Ein Blick auf Deutschlands Nothstand in Bezug auf Handel und Gewerbe, Leipzig : J. C. Hinrichssche Verlagsbuchhandlung, 1827
- Allerunterthänigste Adresse an Seine Majestät den König Anton von Sachsen, die zeitherige Verfassung des Censurwesen, die Einführung einer möglichen Pressefreiheit im Königreiche Sachsen und einige andere Gesuche betr. nebst dem von der erwählten Deputation erstatteten Berichte, Leipzig, 1830
- Der Marienborn und die Wasserleitung Leipzigs – in Nachträge zur Geschichte der Stadt Leipzig, 1836